# Carl David Anderson
Carl David Anderson (3. září 1905 – 11. ledna 1991) byl americký experimentální fyzik, který se proslavil objevem pozitronu při studiu kosmického záření. Za tento objev získal v roce 1936 Nobelovu cenu, kterou sdílel s Victorem Hessem, který ji obdržel za objev kosmického záření.

## Životopis
Carl D. Anderson se narodil v New Yorku švédským přistěhovalcům. Studoval fyziku a techniku na Caltechu v Kalifornii v USA (titul B.S. získal v roce 1927, titul Ph.D. v roce 1930). Pod dohledem Roberta A. Millikana začal studovat kosmické záření pomocí fotografií z mlžné komory. Během tohoto výzkumu nečekaně objevil novou částici s hmotností elektronu, avšak s opačným elektrickým nábojem, kterou nazval pozitron (Andersonův návrh přejmenovat elektron na „negatron“ se neujal). Objev pozitronu, publikovaný v roce 1932, potvrdil teoretickou předpověď Paula Diraca o existenci antičástice k elektronu.
Carl D. Anderson též jako první získal přímý důkaz existence pozitronu tak, že vytvořil elektron-pozitronové páry dopadem záření gama na různé materiály.
V roce 1936, kdy obdržel Nobelovu cenu za objev pozitronu, objevil se svým studentem Sethem Neddermeyerem další novou částici. Tato částice se při průchodu magnetickým polem stáčela pod větším úhlem než elektrony, ale menším než protony. Anderson a Neddermeyer předpokládali, že nová částice má stejnou velikost náboje jako elektron a hmotnost mezi elektronem a protonem (zhruba 207krát větší než elektron). Proto se domníval, že jde o mezon (tehdy nazývaný „mezotron“ či „mí mezon“), který měl být podle Jukawovy teorie z roku 1935 částicí zprostředkující silnou interakci mezi protonem a neutronem. Později se ukázalo, že tato částice neinteraguje silně a patří tedy mezi leptony. Dnes ji nazýváme mion.
Carl D. Anderson pracoval většinu svého života na Caltechu. Během druhé světové války řídil výzkum raketové techniky. Zemřel v roce 1991 a je pochován ve Forest Lawn, Hollywood Hills Cemetery v Los Angeles.

## Původní práce
- C. D. Anderson, „The Positive Electron“, Phys. Rev. 43, 491 (1933)